# Vyvyan Holland
Vyvyan oder Vivian Holland (* 3. November 1886 als Vyvyan Oscar Beresford Wilde in Chelsea (London); † 10. Oktober 1967) war ein britischer Schriftsteller und Übersetzer.

## Leben
Vyvyan Holland war der zweite Sohn von Oscar Wilde und Constance Lloyd. Sein Name und der seines älteren Bruders, Cyril Holland (1885–1915), waren an die Namen der beiden Teilnehmer in Oscar Wildes Dialog Der Verfall der Lüge (The Decay of Lying) angelehnt.
1895, nach der Verurteilung und Inhaftierung ihres Mannes wegen Homosexualität, ging Constance Lloyd mit ihren Söhnen nach Frankreich, später in die Schweiz. 1898 nahm sie für sich und ihre Söhne den Geburtsnamen ihrer Mutter, Holland, an. Vyvyan wurde fortan Vivian buchstabiert, die Vornamen Oscar Beresford fallengelassen.
1898, nach dem Tod der Mutter, ging Vyvyan Holland zurück nach London. 1902, im Alter von 16, entdeckte er die Wahrheit über seinen Vater durch das Buch Oscar Wilde: The Story of an Unhappy Friendship von Robert Sherard. Er war zutiefst beschämt und beschloss, nie die Werke seines Vaters zu lesen. Während seines Jurastudiums wurde er seinem Vorsatz untreu und er begann, seinen Vater zu bewundern.
1919, nach Teilnahme am Ersten Weltkrieg, wurde Vyvyan Holland Schriftsteller und Übersetzer für Französisch, Spanisch, Italienisch und Deutsch. Sein älterer Bruder, Cyril Holland, war 1915 gefallen. Er übersetzte neben anderen auch einige Werke seines Vaters.
Im Zweiten Weltkrieg war er Übersetzer für die BBC. 1943 heiratete er die Australierin Thelma Besant. 1945 wurde ihr Sohn Merlin Holland geboren. 1947 zog er nach Australien, um dort und in Neuseeland Vorlesungen über seinen Vater zu halten. 1954, zum hundertsten Geburtstag seines Vaters, veröffentlichte er seine Memoiren unter dem Titel Son of Oscar Wilde (dt. Oscar Wildes Sohn erzählt). In den 1950er und 1960er Jahren war er als Berater bei mehreren Filmen tätig, u. a. für den biographischen Film über Oscar Wilde Der Mann mit der grünen Nelke (The Trials of Oscar Wilde, 1960) und die Romanverfilmung Moll Flanders (mit Kim Novak, 1965).

## Werke
- Son of Oscar Wilde, 1954, ISBN 1841190861 (dt. Erbe eines Urteils – Oscar Wildes Sohn erzählt, übersetzt von Inge Lehne, 1955)
- An Explosion of Limericks, London 1967, ISBN 0304919691